# Just Be
Albums de Tiësto
In My Memory
(2001) Parade of the Athletes
(2004)
Singles
1. Traffic
Sortie : 8 octobre 2003
2. Love Comes Again
Sortie : 8 avril 2004
3. Just Be
Sortie : 11 octobre 2004
4. Adagio for Strings
Sortie : avril 2005
5. UR / A Tear In The Open
Sortie : 26 septembre 2005

Just Be est le 2e album du disc jockey néerlandais Tiësto, sorti le 6 avril 2004 aux Pays-Bas et le 15 mai 2004 aux États-Unis.
L'album comporte des participations vocales des chanteurs BT, Kirsty Hawkshaw et Aqualung.

## Liste des pistes
| 1.  | Forever Today      |                 | 11:59 |
| 2.  | Love Comes Again   | BT              | 8:09  |
| 3.  | Traffic            |                 | 5:30  |
| 4.  | Sweet Misery       | Joanne Lloyd    | 7:29  |
| 5.  | Nyana              |                 | 6:44  |
| 6.  | UR                 | Matt Hales      | 6:00  |
| 7.  | Walking On Clouds  | Kirsty Hawkshaw | 7:27  |
| 8.  | A Tear In The Open |                 | 9:23  |
| 9.  | Just Be            |                 | 8:45  |
| 10. | Adagio for Strings |                 |       |

| 1. | Just Be (album)          | 78:47   |
| 2. | Press Photos             |         |
| 3. | Love Comes Again (video) | 3:23    |
| 4. | Tiësto In Concert (DVD)  | 3:20:00 |

| 1. | Traffic (Radio Edit)                             | 2:55 |
| 2. | Traffic (Original Mix)                           | 6:59 |
| 3. | Traffic (Max Walder Remix)                       | 7:35 |
| 4. | Traffic (DJ Montana 12" Edit)                    | 7:41 |
| 5. | Love Comes Again (Radio Edit)                    | 3:16 |
| 6. | Love Comes Again (Mark Norman Remix)             | 7:23 |
| 7. | Lethal Industry (DJ Richard & Johnny Bass Remix) | 6:39 |

| 1. | Nyana (video)                         |      |
| 2. | Traffic                               |      |
| 3. | Love Comes Again (video)              |      |
| 4. | Interview & Photos                    |      |
| 5. | Traffic (DJ Montana Full Length Edit) | 7:47 |

| 1. | Love Comes Again (video) | 3:23 |
| 2. | Traffic (video)          | 2:58 |

## Clips vidéos
- "Love Comes Again"
- "Traffic"
- Nyana
- Just Be
- Adagio for Strings

## Classement par pays
| Classement (2004)                                      | Meilleure position |
| ------------------------------------------------------ | ------------------ |
| Pays-Bas Classement album                              | 1                  |
| Belgique Classement album                              | 2                  |
| Allemagne Classement album                             | 51                 |
| Hongrie Classement album                               | 21                 |
| Royaume-Uni Classement album                           | 54                 |
| États-Unis Billboard Top Heatseekers                   | 11                 |
| États-Unis Billboard Top Heatseekers (Middle Atlantic) | 4                  |
| États-Unis Billboard Top Heatseekers (Pacific)         | 7                  |
| États-Unis Billboard Top Heatseekers (Mountain)        | 10                 |
| États-Unis Billboard Top Heatseekers (South Atlantic)  | 9                  |
| États-Unis Billboard Top Heatseekers (Northeast)       | 9                  |
| États-Unis Billboard Top Electronic Albums             | 3                  |

## Historique de sortie
| Pays               | Date          | Label                                 | Format                                                       | Catalogue                 |
| ------------------ | ------------- | ------------------------------------- | ------------------------------------------------------------ | ------------------------- |
| Pays-Bas           | 14 mai 2004   | Magik Muzik                           | CD, Album                                                    | Magik Muzik CD 03         |
| Pays-Bas           | June 19, 2007 | Magik Muzik                           | 4 x vinyle, LP, Édition limitée, Album                       | Magik Muzik LP 07         |
| Pays-Bas           | juin 2004     | Magik Muzik                           | 4 x Vinyle, LP, Limited Edition, Album, Colored, Transparent | Magik Muzik LP 03         |
| Royaume-Uni        | 17 mai 2004   | Nebula                                | CD, Album                                                    | NEBCD9010                 |
| Royaume-Uni        | 14 mai 2004   | Nebula                                | 2 x Vinyl, 12"                                               | NEBT 9010                 |
| Royaume-Uni        | 14 mai 2004   | Nebula                                | 2 x Vinyle, 12"                                              | NEBTX 9010                |
| États-Unis         | 1er juin 2004 | Nettwerk America                      | CD, Album                                                    | 0 6700 30364 2 9          |
| États-Unis         | 1er juin 2004 | Nettwerk America                      | 4 x Vinyle, LP, Édition limitée                              | 0 6700 30378 1 5          |
| Taïwan             | 20 avril 2004 | Avex Asia Ltd.                        | 2 x CD, Album                                                | AVTCD-95757               |
| Taïwan             | 20 avril 2004 | Avex Asia Ltd.                        | 2 x CD, Album                                                | AVICD60322/3              |
| Espagne            | 20 mai 2004   | Vale Music                            | CD, Album                                                    | VLCD 297-1                |
| Japon              | 16 avril 2004 | Superb Tracks                         | 2 x CD, Album, Copy Protected                                | AVCD-17457/B              |
| Suisse             | juin 2004     | Sirup                                 | CD, Album                                                    | MV-SIR903562              |
| Roumanie           | 14 mai 2004   | NRG!A                                 | CD, Album                                                    | 3570-2                    |
| Australie          | 7 juin 2004   | Bang On!                              | CD, Album                                                    | BANGCD034                 |
| Allemagne & Europe | 2004          | Kontor Records                        | CD, Limited Edition                                          | Kontor379                 |
| Allemagne & Europe | 2004          | Kontor Records                        | CD, édition limitée, DVD                                     | Kontor379                 |
| Allemagne & Europe | 2004          | Edel Records (Germany)                | CD, Album                                                    | 0154992 KON               |
| Pologne            | 2004          | Magic Records                         | CD, Album                                                    | 982013-2                  |
| Russie             | 2004          | Dance Planet Ltd.                     | CD, Album, Enhanced, Dance Planet Edition                    | DPCD025-04                |
| Allemagne          | 2004          | Kontor Records, Black Hole Recordings | CD, Enhanced, DVD, DVD-Video, PAL                            | none, Black Hole DVD 02/1 |